# Fenêtre de la cochlée
La fenêtre de la cochlée (ou fenêtre ronde ou fenêtre cochléaire) est l'une des deux ouvertures de l'oreille moyenne vers l'oreille interne.
Il est scellé par la membrane tympanique secondaire (membrane de fenêtre ronde), qui vibre avec une phase opposée aux vibrations entrant dans l'oreille interne par la fenêtre ovale. Il permet au liquide de la cochlée de se déplacer, ce qui garantit à son tour que les cellules ciliées de la membrane basilaire seront stimulées et que l'audition aura lieu.

## Description
La fenêtre de la cochlée est située en dessous et un peu en arrière la fenêtre du vestibule, dont elle est séparée par une élévation arrondie, le promontoire.
Elle prend place au fond d'une dépression en forme d'entonnoir : la fossette de la fenêtre de la cochlée.
Elle débouche sur l'extrémité inférieure de la rampe tympanique de la cochlée dont elle est séparée par une membrane : la membrane tympanique secondaire ou membrane de la fenêtre ronde ou membrane de Scarpa ou tympan secondaire. Elle est en forme de selle à cheval avec une partie concave vers la cavité tympanique avec une inversion de la courbe sur ses bords.
Cette membrane est composée de trois couches :
- une externe dérivée de la muqueuse de la cavité tympanique ;
- une interne, dérivée de la membrane de revêtement de la cochlée ;
- une couche intermédiaire fibreuse.

La membrane vibre avec une phase opposée aux vibrations entrant dans la cochlée à travers la fenêtre ovale ou fenêtre du vestibule lorsque le fluide dans la cochlée est déplacé lorsqu'il est pressé par l'étrier au niveau de la fenêtre ovale. Cela garantit que les cellules ciliées de la membrane basilaire seront stimulées et que l'audition aura lieu.
Les fenêtres du vestibule et de la cochlée sont à peu près de la même taille.

## Rôle
L'os de l'étrier transmet le mouvement du tympan à la fenêtre ovale ou fenêtre du vestibule. Lorsque la plaque de pied de l'étrier fait vibrer la membrane de la fenêtre ovale, la membrane de la fenêtre ronde se déplace en opposition de phase (de façon contraire), ceci provoquant le mouvement du fluide dans la cochlée, et le mouvement des cils des cellules ciliées internes de la cochlée. Ce mouvement est capté par le nerf auditif et permet l'audition.

## Imagerie
Un scanner permet de visualiser facilement les fenêtres de la cochlée et du vestibule.
La première est située à l'extrémité postérieure de la cochlée, la deuxième dans la partie inférieure et latérale du vestibule.

## Aspect clinique
Si la fenêtre de la cochlée est absente ou fixée de manière rigide (comme cela peut arriver dans certaines anomalies congénitales), la transmission devient inefficace et cela entraîne une perte auditive d'environ 60 dB. Un étrier immobilisé provoque a la même conséquence comme dans l'otospongiose.
Les malformations de la fenêtre ronde sont souvent associées à d'autres malformations de l'oreille et une perte auditive beaucoup plus sévère.
Certains types de chirurgie de l'oreille (maintenant généralement abandonnés) consistaient à ouvrir la fenêtre de la cochlée et à fermer la fenêtre du vestibule. La pression acoustique frappait donc la fenêtre de la cochlée sans interférence avec la fenêtre du vestibule. Ceci permettait au fluide cochléaire d'activer les cellules ciliaires mais en inversion de phase par rapport à un fonctionnement normal.
La fenêtre ronde est souvent utilisée comme approche pour la chirurgie à base d'implant cochléaire.
Elle a également été récemment utilisée comme site d'implantation pour des transducteurs d'aides auditives dans l'oreille moyenne. Ce travail a été rendu public par le Pr. Vittorio Colletti à Vérone.

## Galerie

La cochlée